# Sint-Michaëlkerk (Berg aan de Maas)
De Sint-Michaëlkerk is een kerkgebouw in Berg aan de Maas in de gemeente Stein in de Nederlandse provincie Limburg. De kerk staat op een kerkheuvel met aan de oostzijde de Kerkstraat en aan de westzijde het kerkhof.
De kerk is gewijd aan de heilige Michaël.

## Geschiedenis
In ieder geval vanaf 1533 bestond de parochie reeds met een eigen kerk en een pastoor. Tot 1842 stond er een klein stenen kerkje.
In 1842 werd het oorspronkelijke gebouw verbouwd en vergroot door Jean Dumoulin uit Maastricht. Onder het koor en de toren bevond zich nog middeleeuws metselwerk.
In 1905 werd de kerk verbouwd door architect Caspar Franssen uit Tegelen. Het middenschip werd verhoogd en kreeg een neoromaanse stijl. Toen had het schip drie beuken en vier traveeën met een driezijdig gesloten koor en tegen het schip een toren.
In 1953 was de kerk met drie zondagsmissen steeds afgeladen vol. In 1958-1959 vond de bouw plaats naar het ontwerp van architect Harry Koene. Op 10 mei 1959 werd de kerk ingezegend. De kerk had toen 628 zitplaatsen in plaats van eerder 190. Met de nieuwbouw werden ook de oude delen aangepast, de oudbouw werd verlengd met een travee, aan beide zijden van het oude priesterkoor werden de zijbeuken doorgetrokken en werd er een sacristie gebouwd.
In 1973-1974 vergrootte men het priesterkoor en kreeg het gebouw een viering.

## Opbouw
De niet-georiënteerde neoromaanse bakstenen kruiskerk in romaniserende trant bestaat uit een westelijk rechtgesloten koor, een viering, een driebeukig schip met zes traveeën in basilicale opstand en een in de noordelijke oksel van de dwarsbeuk met het schip geplaatste toren.
De toren is vlakopgaand, met aan iedere zijde een groot rondboogvormig galmgat en bovenop een met koper bedekte naaldspits. Het oostelijk uiteinde van het schip heeft een driezijdige sluiting en is voorzien van steunberen met drie versnijdingen. Het middenschip heeft per travee twee rondboogvensters. Tegen de oostgevels van het transept is een zijbeuk gebouwd en de westelijke gevel van de zuidelijke transeptarm heeft een blinde apsis. In de hoek van het koor en de noordelijke transeptarm staat de sacristie. Het koor wordt gedekt door een schilddak.